# Alvarkronmal
Alvarkronmal (Bucculatrix laciniatella) är en fjärilsart som beskrevs av Per Benander 1931. Alvarkronmal ingår i släktet Bucculatrix och familjen kronmalar. Enligt den svenska rödlistan är arten sårbar i Sverige. Arten förekommer på Öland. Artens livsmiljö är jordbrukslandskap. Inga underarter finns listade i Catalogue of Life.